# György Bakcsi
György Bakcsi, pseudonimo di György Bartók (Budapest, 6 aprile 1933 – 11 ottobre 2019), è stato un compositore di scacchi ungherese.
Ha pubblicato oltre 1300 problemi, in particolare diretti in due e tre mosse, di aiutomatto e di automatto. Ha ricevuto 800 premiazioni, tra le quali 125 primi premi. Ha vinto diciotto volte il campionato ungherese di composizione, per lo più nelle sezioni del due e del tre mosse. È un rappresentante della scuola strategica di composizione, specialista dei temi complessi con idee paradossali.
Nel 1956 è stato nominato Giudice internazionale della composizione e nel 1980 Grande Maestro della composizione.
È uno studioso di letteratura russa, sulla quale ha scritto diversi saggi critici e storici.
Ha scritto diversi libri sulla composizione scacchistica, tra cui:
- Gondolat és stratégie (Budapest, 1970)
- Ungarische Schachproblemanthologie (Budapest, 1983)
- Ungarische Schachprobleme mit wenigen Steinen (Thun & Frankfurt, 1985)

Dal 1976 al 1985 è stato redattore della sezione problemi della rivista ungherese Sakkélet.
Tre suoi problemi:
|   | a | b | c | d | e | f | g | h |   |
| 8 | f7 cavallo del bianco · g6 pedone del nero · h5 re del nero · c4 torre del bianco · f4 pedone del nero · g4 torre del bianco · a3 alfiere del nero · f3 re del bianco · a2 alfiere del nero · e2 alfiere del bianco · g2 pedone del nero | f7 cavallo del bianco · g6 pedone del nero · h5 re del nero · c4 torre del bianco · f4 pedone del nero · g4 torre del bianco · a3 alfiere del nero · f3 re del bianco · a2 alfiere del nero · e2 alfiere del bianco · g2 pedone del nero | f7 cavallo del bianco · g6 pedone del nero · h5 re del nero · c4 torre del bianco · f4 pedone del nero · g4 torre del bianco · a3 alfiere del nero · f3 re del bianco · a2 alfiere del nero · e2 alfiere del bianco · g2 pedone del nero | f7 cavallo del bianco · g6 pedone del nero · h5 re del nero · c4 torre del bianco · f4 pedone del nero · g4 torre del bianco · a3 alfiere del nero · f3 re del bianco · a2 alfiere del nero · e2 alfiere del bianco · g2 pedone del nero | f7 cavallo del bianco · g6 pedone del nero · h5 re del nero · c4 torre del bianco · f4 pedone del nero · g4 torre del bianco · a3 alfiere del nero · f3 re del bianco · a2 alfiere del nero · e2 alfiere del bianco · g2 pedone del nero | f7 cavallo del bianco · g6 pedone del nero · h5 re del nero · c4 torre del bianco · f4 pedone del nero · g4 torre del bianco · a3 alfiere del nero · f3 re del bianco · a2 alfiere del nero · e2 alfiere del bianco · g2 pedone del nero | f7 cavallo del bianco · g6 pedone del nero · h5 re del nero · c4 torre del bianco · f4 pedone del nero · g4 torre del bianco · a3 alfiere del nero · f3 re del bianco · a2 alfiere del nero · e2 alfiere del bianco · g2 pedone del nero | f7 cavallo del bianco · g6 pedone del nero · h5 re del nero · c4 torre del bianco · f4 pedone del nero · g4 torre del bianco · a3 alfiere del nero · f3 re del bianco · a2 alfiere del nero · e2 alfiere del bianco · g2 pedone del nero | 8 |
| 7 | f7 cavallo del bianco · g6 pedone del nero · h5 re del nero · c4 torre del bianco · f4 pedone del nero · g4 torre del bianco · a3 alfiere del nero · f3 re del bianco · a2 alfiere del nero · e2 alfiere del bianco · g2 pedone del nero | f7 cavallo del bianco · g6 pedone del nero · h5 re del nero · c4 torre del bianco · f4 pedone del nero · g4 torre del bianco · a3 alfiere del nero · f3 re del bianco · a2 alfiere del nero · e2 alfiere del bianco · g2 pedone del nero | f7 cavallo del bianco · g6 pedone del nero · h5 re del nero · c4 torre del bianco · f4 pedone del nero · g4 torre del bianco · a3 alfiere del nero · f3 re del bianco · a2 alfiere del nero · e2 alfiere del bianco · g2 pedone del nero | f7 cavallo del bianco · g6 pedone del nero · h5 re del nero · c4 torre del bianco · f4 pedone del nero · g4 torre del bianco · a3 alfiere del nero · f3 re del bianco · a2 alfiere del nero · e2 alfiere del bianco · g2 pedone del nero | f7 cavallo del bianco · g6 pedone del nero · h5 re del nero · c4 torre del bianco · f4 pedone del nero · g4 torre del bianco · a3 alfiere del nero · f3 re del bianco · a2 alfiere del nero · e2 alfiere del bianco · g2 pedone del nero | f7 cavallo del bianco · g6 pedone del nero · h5 re del nero · c4 torre del bianco · f4 pedone del nero · g4 torre del bianco · a3 alfiere del nero · f3 re del bianco · a2 alfiere del nero · e2 alfiere del bianco · g2 pedone del nero | f7 cavallo del bianco · g6 pedone del nero · h5 re del nero · c4 torre del bianco · f4 pedone del nero · g4 torre del bianco · a3 alfiere del nero · f3 re del bianco · a2 alfiere del nero · e2 alfiere del bianco · g2 pedone del nero | f7 cavallo del bianco · g6 pedone del nero · h5 re del nero · c4 torre del bianco · f4 pedone del nero · g4 torre del bianco · a3 alfiere del nero · f3 re del bianco · a2 alfiere del nero · e2 alfiere del bianco · g2 pedone del nero | 7 |
| 6 | f7 cavallo del bianco · g6 pedone del nero · h5 re del nero · c4 torre del bianco · f4 pedone del nero · g4 torre del bianco · a3 alfiere del nero · f3 re del bianco · a2 alfiere del nero · e2 alfiere del bianco · g2 pedone del nero | f7 cavallo del bianco · g6 pedone del nero · h5 re del nero · c4 torre del bianco · f4 pedone del nero · g4 torre del bianco · a3 alfiere del nero · f3 re del bianco · a2 alfiere del nero · e2 alfiere del bianco · g2 pedone del nero | f7 cavallo del bianco · g6 pedone del nero · h5 re del nero · c4 torre del bianco · f4 pedone del nero · g4 torre del bianco · a3 alfiere del nero · f3 re del bianco · a2 alfiere del nero · e2 alfiere del bianco · g2 pedone del nero | f7 cavallo del bianco · g6 pedone del nero · h5 re del nero · c4 torre del bianco · f4 pedone del nero · g4 torre del bianco · a3 alfiere del nero · f3 re del bianco · a2 alfiere del nero · e2 alfiere del bianco · g2 pedone del nero | f7 cavallo del bianco · g6 pedone del nero · h5 re del nero · c4 torre del bianco · f4 pedone del nero · g4 torre del bianco · a3 alfiere del nero · f3 re del bianco · a2 alfiere del nero · e2 alfiere del bianco · g2 pedone del nero | f7 cavallo del bianco · g6 pedone del nero · h5 re del nero · c4 torre del bianco · f4 pedone del nero · g4 torre del bianco · a3 alfiere del nero · f3 re del bianco · a2 alfiere del nero · e2 alfiere del bianco · g2 pedone del nero | f7 cavallo del bianco · g6 pedone del nero · h5 re del nero · c4 torre del bianco · f4 pedone del nero · g4 torre del bianco · a3 alfiere del nero · f3 re del bianco · a2 alfiere del nero · e2 alfiere del bianco · g2 pedone del nero | f7 cavallo del bianco · g6 pedone del nero · h5 re del nero · c4 torre del bianco · f4 pedone del nero · g4 torre del bianco · a3 alfiere del nero · f3 re del bianco · a2 alfiere del nero · e2 alfiere del bianco · g2 pedone del nero | 6 |
| 5 | f7 cavallo del bianco · g6 pedone del nero · h5 re del nero · c4 torre del bianco · f4 pedone del nero · g4 torre del bianco · a3 alfiere del nero · f3 re del bianco · a2 alfiere del nero · e2 alfiere del bianco · g2 pedone del nero | f7 cavallo del bianco · g6 pedone del nero · h5 re del nero · c4 torre del bianco · f4 pedone del nero · g4 torre del bianco · a3 alfiere del nero · f3 re del bianco · a2 alfiere del nero · e2 alfiere del bianco · g2 pedone del nero | f7 cavallo del bianco · g6 pedone del nero · h5 re del nero · c4 torre del bianco · f4 pedone del nero · g4 torre del bianco · a3 alfiere del nero · f3 re del bianco · a2 alfiere del nero · e2 alfiere del bianco · g2 pedone del nero | f7 cavallo del bianco · g6 pedone del nero · h5 re del nero · c4 torre del bianco · f4 pedone del nero · g4 torre del bianco · a3 alfiere del nero · f3 re del bianco · a2 alfiere del nero · e2 alfiere del bianco · g2 pedone del nero | f7 cavallo del bianco · g6 pedone del nero · h5 re del nero · c4 torre del bianco · f4 pedone del nero · g4 torre del bianco · a3 alfiere del nero · f3 re del bianco · a2 alfiere del nero · e2 alfiere del bianco · g2 pedone del nero | f7 cavallo del bianco · g6 pedone del nero · h5 re del nero · c4 torre del bianco · f4 pedone del nero · g4 torre del bianco · a3 alfiere del nero · f3 re del bianco · a2 alfiere del nero · e2 alfiere del bianco · g2 pedone del nero | f7 cavallo del bianco · g6 pedone del nero · h5 re del nero · c4 torre del bianco · f4 pedone del nero · g4 torre del bianco · a3 alfiere del nero · f3 re del bianco · a2 alfiere del nero · e2 alfiere del bianco · g2 pedone del nero | f7 cavallo del bianco · g6 pedone del nero · h5 re del nero · c4 torre del bianco · f4 pedone del nero · g4 torre del bianco · a3 alfiere del nero · f3 re del bianco · a2 alfiere del nero · e2 alfiere del bianco · g2 pedone del nero | 5 |
| 4 | f7 cavallo del bianco · g6 pedone del nero · h5 re del nero · c4 torre del bianco · f4 pedone del nero · g4 torre del bianco · a3 alfiere del nero · f3 re del bianco · a2 alfiere del nero · e2 alfiere del bianco · g2 pedone del nero | f7 cavallo del bianco · g6 pedone del nero · h5 re del nero · c4 torre del bianco · f4 pedone del nero · g4 torre del bianco · a3 alfiere del nero · f3 re del bianco · a2 alfiere del nero · e2 alfiere del bianco · g2 pedone del nero | f7 cavallo del bianco · g6 pedone del nero · h5 re del nero · c4 torre del bianco · f4 pedone del nero · g4 torre del bianco · a3 alfiere del nero · f3 re del bianco · a2 alfiere del nero · e2 alfiere del bianco · g2 pedone del nero | f7 cavallo del bianco · g6 pedone del nero · h5 re del nero · c4 torre del bianco · f4 pedone del nero · g4 torre del bianco · a3 alfiere del nero · f3 re del bianco · a2 alfiere del nero · e2 alfiere del bianco · g2 pedone del nero | f7 cavallo del bianco · g6 pedone del nero · h5 re del nero · c4 torre del bianco · f4 pedone del nero · g4 torre del bianco · a3 alfiere del nero · f3 re del bianco · a2 alfiere del nero · e2 alfiere del bianco · g2 pedone del nero | f7 cavallo del bianco · g6 pedone del nero · h5 re del nero · c4 torre del bianco · f4 pedone del nero · g4 torre del bianco · a3 alfiere del nero · f3 re del bianco · a2 alfiere del nero · e2 alfiere del bianco · g2 pedone del nero | f7 cavallo del bianco · g6 pedone del nero · h5 re del nero · c4 torre del bianco · f4 pedone del nero · g4 torre del bianco · a3 alfiere del nero · f3 re del bianco · a2 alfiere del nero · e2 alfiere del bianco · g2 pedone del nero | f7 cavallo del bianco · g6 pedone del nero · h5 re del nero · c4 torre del bianco · f4 pedone del nero · g4 torre del bianco · a3 alfiere del nero · f3 re del bianco · a2 alfiere del nero · e2 alfiere del bianco · g2 pedone del nero | 4 |
| 3 | f7 cavallo del bianco · g6 pedone del nero · h5 re del nero · c4 torre del bianco · f4 pedone del nero · g4 torre del bianco · a3 alfiere del nero · f3 re del bianco · a2 alfiere del nero · e2 alfiere del bianco · g2 pedone del nero | f7 cavallo del bianco · g6 pedone del nero · h5 re del nero · c4 torre del bianco · f4 pedone del nero · g4 torre del bianco · a3 alfiere del nero · f3 re del bianco · a2 alfiere del nero · e2 alfiere del bianco · g2 pedone del nero | f7 cavallo del bianco · g6 pedone del nero · h5 re del nero · c4 torre del bianco · f4 pedone del nero · g4 torre del bianco · a3 alfiere del nero · f3 re del bianco · a2 alfiere del nero · e2 alfiere del bianco · g2 pedone del nero | f7 cavallo del bianco · g6 pedone del nero · h5 re del nero · c4 torre del bianco · f4 pedone del nero · g4 torre del bianco · a3 alfiere del nero · f3 re del bianco · a2 alfiere del nero · e2 alfiere del bianco · g2 pedone del nero | f7 cavallo del bianco · g6 pedone del nero · h5 re del nero · c4 torre del bianco · f4 pedone del nero · g4 torre del bianco · a3 alfiere del nero · f3 re del bianco · a2 alfiere del nero · e2 alfiere del bianco · g2 pedone del nero | f7 cavallo del bianco · g6 pedone del nero · h5 re del nero · c4 torre del bianco · f4 pedone del nero · g4 torre del bianco · a3 alfiere del nero · f3 re del bianco · a2 alfiere del nero · e2 alfiere del bianco · g2 pedone del nero | f7 cavallo del bianco · g6 pedone del nero · h5 re del nero · c4 torre del bianco · f4 pedone del nero · g4 torre del bianco · a3 alfiere del nero · f3 re del bianco · a2 alfiere del nero · e2 alfiere del bianco · g2 pedone del nero | f7 cavallo del bianco · g6 pedone del nero · h5 re del nero · c4 torre del bianco · f4 pedone del nero · g4 torre del bianco · a3 alfiere del nero · f3 re del bianco · a2 alfiere del nero · e2 alfiere del bianco · g2 pedone del nero | 3 |
| 2 | f7 cavallo del bianco · g6 pedone del nero · h5 re del nero · c4 torre del bianco · f4 pedone del nero · g4 torre del bianco · a3 alfiere del nero · f3 re del bianco · a2 alfiere del nero · e2 alfiere del bianco · g2 pedone del nero | f7 cavallo del bianco · g6 pedone del nero · h5 re del nero · c4 torre del bianco · f4 pedone del nero · g4 torre del bianco · a3 alfiere del nero · f3 re del bianco · a2 alfiere del nero · e2 alfiere del bianco · g2 pedone del nero | f7 cavallo del bianco · g6 pedone del nero · h5 re del nero · c4 torre del bianco · f4 pedone del nero · g4 torre del bianco · a3 alfiere del nero · f3 re del bianco · a2 alfiere del nero · e2 alfiere del bianco · g2 pedone del nero | f7 cavallo del bianco · g6 pedone del nero · h5 re del nero · c4 torre del bianco · f4 pedone del nero · g4 torre del bianco · a3 alfiere del nero · f3 re del bianco · a2 alfiere del nero · e2 alfiere del bianco · g2 pedone del nero | f7 cavallo del bianco · g6 pedone del nero · h5 re del nero · c4 torre del bianco · f4 pedone del nero · g4 torre del bianco · a3 alfiere del nero · f3 re del bianco · a2 alfiere del nero · e2 alfiere del bianco · g2 pedone del nero | f7 cavallo del bianco · g6 pedone del nero · h5 re del nero · c4 torre del bianco · f4 pedone del nero · g4 torre del bianco · a3 alfiere del nero · f3 re del bianco · a2 alfiere del nero · e2 alfiere del bianco · g2 pedone del nero | f7 cavallo del bianco · g6 pedone del nero · h5 re del nero · c4 torre del bianco · f4 pedone del nero · g4 torre del bianco · a3 alfiere del nero · f3 re del bianco · a2 alfiere del nero · e2 alfiere del bianco · g2 pedone del nero | f7 cavallo del bianco · g6 pedone del nero · h5 re del nero · c4 torre del bianco · f4 pedone del nero · g4 torre del bianco · a3 alfiere del nero · f3 re del bianco · a2 alfiere del nero · e2 alfiere del bianco · g2 pedone del nero | 2 |
| 1 | f7 cavallo del bianco · g6 pedone del nero · h5 re del nero · c4 torre del bianco · f4 pedone del nero · g4 torre del bianco · a3 alfiere del nero · f3 re del bianco · a2 alfiere del nero · e2 alfiere del bianco · g2 pedone del nero | f7 cavallo del bianco · g6 pedone del nero · h5 re del nero · c4 torre del bianco · f4 pedone del nero · g4 torre del bianco · a3 alfiere del nero · f3 re del bianco · a2 alfiere del nero · e2 alfiere del bianco · g2 pedone del nero | f7 cavallo del bianco · g6 pedone del nero · h5 re del nero · c4 torre del bianco · f4 pedone del nero · g4 torre del bianco · a3 alfiere del nero · f3 re del bianco · a2 alfiere del nero · e2 alfiere del bianco · g2 pedone del nero | f7 cavallo del bianco · g6 pedone del nero · h5 re del nero · c4 torre del bianco · f4 pedone del nero · g4 torre del bianco · a3 alfiere del nero · f3 re del bianco · a2 alfiere del nero · e2 alfiere del bianco · g2 pedone del nero | f7 cavallo del bianco · g6 pedone del nero · h5 re del nero · c4 torre del bianco · f4 pedone del nero · g4 torre del bianco · a3 alfiere del nero · f3 re del bianco · a2 alfiere del nero · e2 alfiere del bianco · g2 pedone del nero | f7 cavallo del bianco · g6 pedone del nero · h5 re del nero · c4 torre del bianco · f4 pedone del nero · g4 torre del bianco · a3 alfiere del nero · f3 re del bianco · a2 alfiere del nero · e2 alfiere del bianco · g2 pedone del nero | f7 cavallo del bianco · g6 pedone del nero · h5 re del nero · c4 torre del bianco · f4 pedone del nero · g4 torre del bianco · a3 alfiere del nero · f3 re del bianco · a2 alfiere del nero · e2 alfiere del bianco · g2 pedone del nero | f7 cavallo del bianco · g6 pedone del nero · h5 re del nero · c4 torre del bianco · f4 pedone del nero · g4 torre del bianco · a3 alfiere del nero · f3 re del bianco · a2 alfiere del nero · e2 alfiere del bianco · g2 pedone del nero | 1 |
|   | a | b | c | d | e | f | g | h |   |

Soluzione:
1. Rxf4!  (min. 2. Txg2+ Rh4 3. Th2#)
1... Ac1+ 2. Re5 !! Ab2+/Af4+
 3. Tgd4/Tgxf4#
  
1... Ad6+ 2. Re3 !! Ac5+/Af4+
 3. Tgd4/Tgxf4#

|   | a | b | c | d | e | f | g | h |   |
| 8 | c8 torre del bianco · f8 alfiere del bianco · b7 cavallo del nero · c7 pedone del nero · a6 re del bianco · c6 alfiere del bianco · d6 donna del nero · h6 pedone del nero · c5 re del nero · c4 cavallo del bianco · d4 pedone del nero · e4 torre del bianco · f4 cavallo del bianco · a3 pedone del bianco · d3 pedone del nero · g3 donna del bianco · h3 alfiere del nero · a2 pedone del nero · d2 pedone del bianco · c1 cavallo del nero | c8 torre del bianco · f8 alfiere del bianco · b7 cavallo del nero · c7 pedone del nero · a6 re del bianco · c6 alfiere del bianco · d6 donna del nero · h6 pedone del nero · c5 re del nero · c4 cavallo del bianco · d4 pedone del nero · e4 torre del bianco · f4 cavallo del bianco · a3 pedone del bianco · d3 pedone del nero · g3 donna del bianco · h3 alfiere del nero · a2 pedone del nero · d2 pedone del bianco · c1 cavallo del nero | c8 torre del bianco · f8 alfiere del bianco · b7 cavallo del nero · c7 pedone del nero · a6 re del bianco · c6 alfiere del bianco · d6 donna del nero · h6 pedone del nero · c5 re del nero · c4 cavallo del bianco · d4 pedone del nero · e4 torre del bianco · f4 cavallo del bianco · a3 pedone del bianco · d3 pedone del nero · g3 donna del bianco · h3 alfiere del nero · a2 pedone del nero · d2 pedone del bianco · c1 cavallo del nero | c8 torre del bianco · f8 alfiere del bianco · b7 cavallo del nero · c7 pedone del nero · a6 re del bianco · c6 alfiere del bianco · d6 donna del nero · h6 pedone del nero · c5 re del nero · c4 cavallo del bianco · d4 pedone del nero · e4 torre del bianco · f4 cavallo del bianco · a3 pedone del bianco · d3 pedone del nero · g3 donna del bianco · h3 alfiere del nero · a2 pedone del nero · d2 pedone del bianco · c1 cavallo del nero | c8 torre del bianco · f8 alfiere del bianco · b7 cavallo del nero · c7 pedone del nero · a6 re del bianco · c6 alfiere del bianco · d6 donna del nero · h6 pedone del nero · c5 re del nero · c4 cavallo del bianco · d4 pedone del nero · e4 torre del bianco · f4 cavallo del bianco · a3 pedone del bianco · d3 pedone del nero · g3 donna del bianco · h3 alfiere del nero · a2 pedone del nero · d2 pedone del bianco · c1 cavallo del nero | c8 torre del bianco · f8 alfiere del bianco · b7 cavallo del nero · c7 pedone del nero · a6 re del bianco · c6 alfiere del bianco · d6 donna del nero · h6 pedone del nero · c5 re del nero · c4 cavallo del bianco · d4 pedone del nero · e4 torre del bianco · f4 cavallo del bianco · a3 pedone del bianco · d3 pedone del nero · g3 donna del bianco · h3 alfiere del nero · a2 pedone del nero · d2 pedone del bianco · c1 cavallo del nero | c8 torre del bianco · f8 alfiere del bianco · b7 cavallo del nero · c7 pedone del nero · a6 re del bianco · c6 alfiere del bianco · d6 donna del nero · h6 pedone del nero · c5 re del nero · c4 cavallo del bianco · d4 pedone del nero · e4 torre del bianco · f4 cavallo del bianco · a3 pedone del bianco · d3 pedone del nero · g3 donna del bianco · h3 alfiere del nero · a2 pedone del nero · d2 pedone del bianco · c1 cavallo del nero | c8 torre del bianco · f8 alfiere del bianco · b7 cavallo del nero · c7 pedone del nero · a6 re del bianco · c6 alfiere del bianco · d6 donna del nero · h6 pedone del nero · c5 re del nero · c4 cavallo del bianco · d4 pedone del nero · e4 torre del bianco · f4 cavallo del bianco · a3 pedone del bianco · d3 pedone del nero · g3 donna del bianco · h3 alfiere del nero · a2 pedone del nero · d2 pedone del bianco · c1 cavallo del nero | 8 |
| 7 | c8 torre del bianco · f8 alfiere del bianco · b7 cavallo del nero · c7 pedone del nero · a6 re del bianco · c6 alfiere del bianco · d6 donna del nero · h6 pedone del nero · c5 re del nero · c4 cavallo del bianco · d4 pedone del nero · e4 torre del bianco · f4 cavallo del bianco · a3 pedone del bianco · d3 pedone del nero · g3 donna del bianco · h3 alfiere del nero · a2 pedone del nero · d2 pedone del bianco · c1 cavallo del nero | c8 torre del bianco · f8 alfiere del bianco · b7 cavallo del nero · c7 pedone del nero · a6 re del bianco · c6 alfiere del bianco · d6 donna del nero · h6 pedone del nero · c5 re del nero · c4 cavallo del bianco · d4 pedone del nero · e4 torre del bianco · f4 cavallo del bianco · a3 pedone del bianco · d3 pedone del nero · g3 donna del bianco · h3 alfiere del nero · a2 pedone del nero · d2 pedone del bianco · c1 cavallo del nero | c8 torre del bianco · f8 alfiere del bianco · b7 cavallo del nero · c7 pedone del nero · a6 re del bianco · c6 alfiere del bianco · d6 donna del nero · h6 pedone del nero · c5 re del nero · c4 cavallo del bianco · d4 pedone del nero · e4 torre del bianco · f4 cavallo del bianco · a3 pedone del bianco · d3 pedone del nero · g3 donna del bianco · h3 alfiere del nero · a2 pedone del nero · d2 pedone del bianco · c1 cavallo del nero | c8 torre del bianco · f8 alfiere del bianco · b7 cavallo del nero · c7 pedone del nero · a6 re del bianco · c6 alfiere del bianco · d6 donna del nero · h6 pedone del nero · c5 re del nero · c4 cavallo del bianco · d4 pedone del nero · e4 torre del bianco · f4 cavallo del bianco · a3 pedone del bianco · d3 pedone del nero · g3 donna del bianco · h3 alfiere del nero · a2 pedone del nero · d2 pedone del bianco · c1 cavallo del nero | c8 torre del bianco · f8 alfiere del bianco · b7 cavallo del nero · c7 pedone del nero · a6 re del bianco · c6 alfiere del bianco · d6 donna del nero · h6 pedone del nero · c5 re del nero · c4 cavallo del bianco · d4 pedone del nero · e4 torre del bianco · f4 cavallo del bianco · a3 pedone del bianco · d3 pedone del nero · g3 donna del bianco · h3 alfiere del nero · a2 pedone del nero · d2 pedone del bianco · c1 cavallo del nero | c8 torre del bianco · f8 alfiere del bianco · b7 cavallo del nero · c7 pedone del nero · a6 re del bianco · c6 alfiere del bianco · d6 donna del nero · h6 pedone del nero · c5 re del nero · c4 cavallo del bianco · d4 pedone del nero · e4 torre del bianco · f4 cavallo del bianco · a3 pedone del bianco · d3 pedone del nero · g3 donna del bianco · h3 alfiere del nero · a2 pedone del nero · d2 pedone del bianco · c1 cavallo del nero | c8 torre del bianco · f8 alfiere del bianco · b7 cavallo del nero · c7 pedone del nero · a6 re del bianco · c6 alfiere del bianco · d6 donna del nero · h6 pedone del nero · c5 re del nero · c4 cavallo del bianco · d4 pedone del nero · e4 torre del bianco · f4 cavallo del bianco · a3 pedone del bianco · d3 pedone del nero · g3 donna del bianco · h3 alfiere del nero · a2 pedone del nero · d2 pedone del bianco · c1 cavallo del nero | c8 torre del bianco · f8 alfiere del bianco · b7 cavallo del nero · c7 pedone del nero · a6 re del bianco · c6 alfiere del bianco · d6 donna del nero · h6 pedone del nero · c5 re del nero · c4 cavallo del bianco · d4 pedone del nero · e4 torre del bianco · f4 cavallo del bianco · a3 pedone del bianco · d3 pedone del nero · g3 donna del bianco · h3 alfiere del nero · a2 pedone del nero · d2 pedone del bianco · c1 cavallo del nero | 7 |
| 6 | c8 torre del bianco · f8 alfiere del bianco · b7 cavallo del nero · c7 pedone del nero · a6 re del bianco · c6 alfiere del bianco · d6 donna del nero · h6 pedone del nero · c5 re del nero · c4 cavallo del bianco · d4 pedone del nero · e4 torre del bianco · f4 cavallo del bianco · a3 pedone del bianco · d3 pedone del nero · g3 donna del bianco · h3 alfiere del nero · a2 pedone del nero · d2 pedone del bianco · c1 cavallo del nero | c8 torre del bianco · f8 alfiere del bianco · b7 cavallo del nero · c7 pedone del nero · a6 re del bianco · c6 alfiere del bianco · d6 donna del nero · h6 pedone del nero · c5 re del nero · c4 cavallo del bianco · d4 pedone del nero · e4 torre del bianco · f4 cavallo del bianco · a3 pedone del bianco · d3 pedone del nero · g3 donna del bianco · h3 alfiere del nero · a2 pedone del nero · d2 pedone del bianco · c1 cavallo del nero | c8 torre del bianco · f8 alfiere del bianco · b7 cavallo del nero · c7 pedone del nero · a6 re del bianco · c6 alfiere del bianco · d6 donna del nero · h6 pedone del nero · c5 re del nero · c4 cavallo del bianco · d4 pedone del nero · e4 torre del bianco · f4 cavallo del bianco · a3 pedone del bianco · d3 pedone del nero · g3 donna del bianco · h3 alfiere del nero · a2 pedone del nero · d2 pedone del bianco · c1 cavallo del nero | c8 torre del bianco · f8 alfiere del bianco · b7 cavallo del nero · c7 pedone del nero · a6 re del bianco · c6 alfiere del bianco · d6 donna del nero · h6 pedone del nero · c5 re del nero · c4 cavallo del bianco · d4 pedone del nero · e4 torre del bianco · f4 cavallo del bianco · a3 pedone del bianco · d3 pedone del nero · g3 donna del bianco · h3 alfiere del nero · a2 pedone del nero · d2 pedone del bianco · c1 cavallo del nero | c8 torre del bianco · f8 alfiere del bianco · b7 cavallo del nero · c7 pedone del nero · a6 re del bianco · c6 alfiere del bianco · d6 donna del nero · h6 pedone del nero · c5 re del nero · c4 cavallo del bianco · d4 pedone del nero · e4 torre del bianco · f4 cavallo del bianco · a3 pedone del bianco · d3 pedone del nero · g3 donna del bianco · h3 alfiere del nero · a2 pedone del nero · d2 pedone del bianco · c1 cavallo del nero | c8 torre del bianco · f8 alfiere del bianco · b7 cavallo del nero · c7 pedone del nero · a6 re del bianco · c6 alfiere del bianco · d6 donna del nero · h6 pedone del nero · c5 re del nero · c4 cavallo del bianco · d4 pedone del nero · e4 torre del bianco · f4 cavallo del bianco · a3 pedone del bianco · d3 pedone del nero · g3 donna del bianco · h3 alfiere del nero · a2 pedone del nero · d2 pedone del bianco · c1 cavallo del nero | c8 torre del bianco · f8 alfiere del bianco · b7 cavallo del nero · c7 pedone del nero · a6 re del bianco · c6 alfiere del bianco · d6 donna del nero · h6 pedone del nero · c5 re del nero · c4 cavallo del bianco · d4 pedone del nero · e4 torre del bianco · f4 cavallo del bianco · a3 pedone del bianco · d3 pedone del nero · g3 donna del bianco · h3 alfiere del nero · a2 pedone del nero · d2 pedone del bianco · c1 cavallo del nero | c8 torre del bianco · f8 alfiere del bianco · b7 cavallo del nero · c7 pedone del nero · a6 re del bianco · c6 alfiere del bianco · d6 donna del nero · h6 pedone del nero · c5 re del nero · c4 cavallo del bianco · d4 pedone del nero · e4 torre del bianco · f4 cavallo del bianco · a3 pedone del bianco · d3 pedone del nero · g3 donna del bianco · h3 alfiere del nero · a2 pedone del nero · d2 pedone del bianco · c1 cavallo del nero | 6 |
| 5 | c8 torre del bianco · f8 alfiere del bianco · b7 cavallo del nero · c7 pedone del nero · a6 re del bianco · c6 alfiere del bianco · d6 donna del nero · h6 pedone del nero · c5 re del nero · c4 cavallo del bianco · d4 pedone del nero · e4 torre del bianco · f4 cavallo del bianco · a3 pedone del bianco · d3 pedone del nero · g3 donna del bianco · h3 alfiere del nero · a2 pedone del nero · d2 pedone del bianco · c1 cavallo del nero | c8 torre del bianco · f8 alfiere del bianco · b7 cavallo del nero · c7 pedone del nero · a6 re del bianco · c6 alfiere del bianco · d6 donna del nero · h6 pedone del nero · c5 re del nero · c4 cavallo del bianco · d4 pedone del nero · e4 torre del bianco · f4 cavallo del bianco · a3 pedone del bianco · d3 pedone del nero · g3 donna del bianco · h3 alfiere del nero · a2 pedone del nero · d2 pedone del bianco · c1 cavallo del nero | c8 torre del bianco · f8 alfiere del bianco · b7 cavallo del nero · c7 pedone del nero · a6 re del bianco · c6 alfiere del bianco · d6 donna del nero · h6 pedone del nero · c5 re del nero · c4 cavallo del bianco · d4 pedone del nero · e4 torre del bianco · f4 cavallo del bianco · a3 pedone del bianco · d3 pedone del nero · g3 donna del bianco · h3 alfiere del nero · a2 pedone del nero · d2 pedone del bianco · c1 cavallo del nero | c8 torre del bianco · f8 alfiere del bianco · b7 cavallo del nero · c7 pedone del nero · a6 re del bianco · c6 alfiere del bianco · d6 donna del nero · h6 pedone del nero · c5 re del nero · c4 cavallo del bianco · d4 pedone del nero · e4 torre del bianco · f4 cavallo del bianco · a3 pedone del bianco · d3 pedone del nero · g3 donna del bianco · h3 alfiere del nero · a2 pedone del nero · d2 pedone del bianco · c1 cavallo del nero | c8 torre del bianco · f8 alfiere del bianco · b7 cavallo del nero · c7 pedone del nero · a6 re del bianco · c6 alfiere del bianco · d6 donna del nero · h6 pedone del nero · c5 re del nero · c4 cavallo del bianco · d4 pedone del nero · e4 torre del bianco · f4 cavallo del bianco · a3 pedone del bianco · d3 pedone del nero · g3 donna del bianco · h3 alfiere del nero · a2 pedone del nero · d2 pedone del bianco · c1 cavallo del nero | c8 torre del bianco · f8 alfiere del bianco · b7 cavallo del nero · c7 pedone del nero · a6 re del bianco · c6 alfiere del bianco · d6 donna del nero · h6 pedone del nero · c5 re del nero · c4 cavallo del bianco · d4 pedone del nero · e4 torre del bianco · f4 cavallo del bianco · a3 pedone del bianco · d3 pedone del nero · g3 donna del bianco · h3 alfiere del nero · a2 pedone del nero · d2 pedone del bianco · c1 cavallo del nero | c8 torre del bianco · f8 alfiere del bianco · b7 cavallo del nero · c7 pedone del nero · a6 re del bianco · c6 alfiere del bianco · d6 donna del nero · h6 pedone del nero · c5 re del nero · c4 cavallo del bianco · d4 pedone del nero · e4 torre del bianco · f4 cavallo del bianco · a3 pedone del bianco · d3 pedone del nero · g3 donna del bianco · h3 alfiere del nero · a2 pedone del nero · d2 pedone del bianco · c1 cavallo del nero | c8 torre del bianco · f8 alfiere del bianco · b7 cavallo del nero · c7 pedone del nero · a6 re del bianco · c6 alfiere del bianco · d6 donna del nero · h6 pedone del nero · c5 re del nero · c4 cavallo del bianco · d4 pedone del nero · e4 torre del bianco · f4 cavallo del bianco · a3 pedone del bianco · d3 pedone del nero · g3 donna del bianco · h3 alfiere del nero · a2 pedone del nero · d2 pedone del bianco · c1 cavallo del nero | 5 |
| 4 | c8 torre del bianco · f8 alfiere del bianco · b7 cavallo del nero · c7 pedone del nero · a6 re del bianco · c6 alfiere del bianco · d6 donna del nero · h6 pedone del nero · c5 re del nero · c4 cavallo del bianco · d4 pedone del nero · e4 torre del bianco · f4 cavallo del bianco · a3 pedone del bianco · d3 pedone del nero · g3 donna del bianco · h3 alfiere del nero · a2 pedone del nero · d2 pedone del bianco · c1 cavallo del nero | c8 torre del bianco · f8 alfiere del bianco · b7 cavallo del nero · c7 pedone del nero · a6 re del bianco · c6 alfiere del bianco · d6 donna del nero · h6 pedone del nero · c5 re del nero · c4 cavallo del bianco · d4 pedone del nero · e4 torre del bianco · f4 cavallo del bianco · a3 pedone del bianco · d3 pedone del nero · g3 donna del bianco · h3 alfiere del nero · a2 pedone del nero · d2 pedone del bianco · c1 cavallo del nero | c8 torre del bianco · f8 alfiere del bianco · b7 cavallo del nero · c7 pedone del nero · a6 re del bianco · c6 alfiere del bianco · d6 donna del nero · h6 pedone del nero · c5 re del nero · c4 cavallo del bianco · d4 pedone del nero · e4 torre del bianco · f4 cavallo del bianco · a3 pedone del bianco · d3 pedone del nero · g3 donna del bianco · h3 alfiere del nero · a2 pedone del nero · d2 pedone del bianco · c1 cavallo del nero | c8 torre del bianco · f8 alfiere del bianco · b7 cavallo del nero · c7 pedone del nero · a6 re del bianco · c6 alfiere del bianco · d6 donna del nero · h6 pedone del nero · c5 re del nero · c4 cavallo del bianco · d4 pedone del nero · e4 torre del bianco · f4 cavallo del bianco · a3 pedone del bianco · d3 pedone del nero · g3 donna del bianco · h3 alfiere del nero · a2 pedone del nero · d2 pedone del bianco · c1 cavallo del nero | c8 torre del bianco · f8 alfiere del bianco · b7 cavallo del nero · c7 pedone del nero · a6 re del bianco · c6 alfiere del bianco · d6 donna del nero · h6 pedone del nero · c5 re del nero · c4 cavallo del bianco · d4 pedone del nero · e4 torre del bianco · f4 cavallo del bianco · a3 pedone del bianco · d3 pedone del nero · g3 donna del bianco · h3 alfiere del nero · a2 pedone del nero · d2 pedone del bianco · c1 cavallo del nero | c8 torre del bianco · f8 alfiere del bianco · b7 cavallo del nero · c7 pedone del nero · a6 re del bianco · c6 alfiere del bianco · d6 donna del nero · h6 pedone del nero · c5 re del nero · c4 cavallo del bianco · d4 pedone del nero · e4 torre del bianco · f4 cavallo del bianco · a3 pedone del bianco · d3 pedone del nero · g3 donna del bianco · h3 alfiere del nero · a2 pedone del nero · d2 pedone del bianco · c1 cavallo del nero | c8 torre del bianco · f8 alfiere del bianco · b7 cavallo del nero · c7 pedone del nero · a6 re del bianco · c6 alfiere del bianco · d6 donna del nero · h6 pedone del nero · c5 re del nero · c4 cavallo del bianco · d4 pedone del nero · e4 torre del bianco · f4 cavallo del bianco · a3 pedone del bianco · d3 pedone del nero · g3 donna del bianco · h3 alfiere del nero · a2 pedone del nero · d2 pedone del bianco · c1 cavallo del nero | c8 torre del bianco · f8 alfiere del bianco · b7 cavallo del nero · c7 pedone del nero · a6 re del bianco · c6 alfiere del bianco · d6 donna del nero · h6 pedone del nero · c5 re del nero · c4 cavallo del bianco · d4 pedone del nero · e4 torre del bianco · f4 cavallo del bianco · a3 pedone del bianco · d3 pedone del nero · g3 donna del bianco · h3 alfiere del nero · a2 pedone del nero · d2 pedone del bianco · c1 cavallo del nero | 4 |
| 3 | c8 torre del bianco · f8 alfiere del bianco · b7 cavallo del nero · c7 pedone del nero · a6 re del bianco · c6 alfiere del bianco · d6 donna del nero · h6 pedone del nero · c5 re del nero · c4 cavallo del bianco · d4 pedone del nero · e4 torre del bianco · f4 cavallo del bianco · a3 pedone del bianco · d3 pedone del nero · g3 donna del bianco · h3 alfiere del nero · a2 pedone del nero · d2 pedone del bianco · c1 cavallo del nero | c8 torre del bianco · f8 alfiere del bianco · b7 cavallo del nero · c7 pedone del nero · a6 re del bianco · c6 alfiere del bianco · d6 donna del nero · h6 pedone del nero · c5 re del nero · c4 cavallo del bianco · d4 pedone del nero · e4 torre del bianco · f4 cavallo del bianco · a3 pedone del bianco · d3 pedone del nero · g3 donna del bianco · h3 alfiere del nero · a2 pedone del nero · d2 pedone del bianco · c1 cavallo del nero | c8 torre del bianco · f8 alfiere del bianco · b7 cavallo del nero · c7 pedone del nero · a6 re del bianco · c6 alfiere del bianco · d6 donna del nero · h6 pedone del nero · c5 re del nero · c4 cavallo del bianco · d4 pedone del nero · e4 torre del bianco · f4 cavallo del bianco · a3 pedone del bianco · d3 pedone del nero · g3 donna del bianco · h3 alfiere del nero · a2 pedone del nero · d2 pedone del bianco · c1 cavallo del nero | c8 torre del bianco · f8 alfiere del bianco · b7 cavallo del nero · c7 pedone del nero · a6 re del bianco · c6 alfiere del bianco · d6 donna del nero · h6 pedone del nero · c5 re del nero · c4 cavallo del bianco · d4 pedone del nero · e4 torre del bianco · f4 cavallo del bianco · a3 pedone del bianco · d3 pedone del nero · g3 donna del bianco · h3 alfiere del nero · a2 pedone del nero · d2 pedone del bianco · c1 cavallo del nero | c8 torre del bianco · f8 alfiere del bianco · b7 cavallo del nero · c7 pedone del nero · a6 re del bianco · c6 alfiere del bianco · d6 donna del nero · h6 pedone del nero · c5 re del nero · c4 cavallo del bianco · d4 pedone del nero · e4 torre del bianco · f4 cavallo del bianco · a3 pedone del bianco · d3 pedone del nero · g3 donna del bianco · h3 alfiere del nero · a2 pedone del nero · d2 pedone del bianco · c1 cavallo del nero | c8 torre del bianco · f8 alfiere del bianco · b7 cavallo del nero · c7 pedone del nero · a6 re del bianco · c6 alfiere del bianco · d6 donna del nero · h6 pedone del nero · c5 re del nero · c4 cavallo del bianco · d4 pedone del nero · e4 torre del bianco · f4 cavallo del bianco · a3 pedone del bianco · d3 pedone del nero · g3 donna del bianco · h3 alfiere del nero · a2 pedone del nero · d2 pedone del bianco · c1 cavallo del nero | c8 torre del bianco · f8 alfiere del bianco · b7 cavallo del nero · c7 pedone del nero · a6 re del bianco · c6 alfiere del bianco · d6 donna del nero · h6 pedone del nero · c5 re del nero · c4 cavallo del bianco · d4 pedone del nero · e4 torre del bianco · f4 cavallo del bianco · a3 pedone del bianco · d3 pedone del nero · g3 donna del bianco · h3 alfiere del nero · a2 pedone del nero · d2 pedone del bianco · c1 cavallo del nero | c8 torre del bianco · f8 alfiere del bianco · b7 cavallo del nero · c7 pedone del nero · a6 re del bianco · c6 alfiere del bianco · d6 donna del nero · h6 pedone del nero · c5 re del nero · c4 cavallo del bianco · d4 pedone del nero · e4 torre del bianco · f4 cavallo del bianco · a3 pedone del bianco · d3 pedone del nero · g3 donna del bianco · h3 alfiere del nero · a2 pedone del nero · d2 pedone del bianco · c1 cavallo del nero | 3 |
| 2 | c8 torre del bianco · f8 alfiere del bianco · b7 cavallo del nero · c7 pedone del nero · a6 re del bianco · c6 alfiere del bianco · d6 donna del nero · h6 pedone del nero · c5 re del nero · c4 cavallo del bianco · d4 pedone del nero · e4 torre del bianco · f4 cavallo del bianco · a3 pedone del bianco · d3 pedone del nero · g3 donna del bianco · h3 alfiere del nero · a2 pedone del nero · d2 pedone del bianco · c1 cavallo del nero | c8 torre del bianco · f8 alfiere del bianco · b7 cavallo del nero · c7 pedone del nero · a6 re del bianco · c6 alfiere del bianco · d6 donna del nero · h6 pedone del nero · c5 re del nero · c4 cavallo del bianco · d4 pedone del nero · e4 torre del bianco · f4 cavallo del bianco · a3 pedone del bianco · d3 pedone del nero · g3 donna del bianco · h3 alfiere del nero · a2 pedone del nero · d2 pedone del bianco · c1 cavallo del nero | c8 torre del bianco · f8 alfiere del bianco · b7 cavallo del nero · c7 pedone del nero · a6 re del bianco · c6 alfiere del bianco · d6 donna del nero · h6 pedone del nero · c5 re del nero · c4 cavallo del bianco · d4 pedone del nero · e4 torre del bianco · f4 cavallo del bianco · a3 pedone del bianco · d3 pedone del nero · g3 donna del bianco · h3 alfiere del nero · a2 pedone del nero · d2 pedone del bianco · c1 cavallo del nero | c8 torre del bianco · f8 alfiere del bianco · b7 cavallo del nero · c7 pedone del nero · a6 re del bianco · c6 alfiere del bianco · d6 donna del nero · h6 pedone del nero · c5 re del nero · c4 cavallo del bianco · d4 pedone del nero · e4 torre del bianco · f4 cavallo del bianco · a3 pedone del bianco · d3 pedone del nero · g3 donna del bianco · h3 alfiere del nero · a2 pedone del nero · d2 pedone del bianco · c1 cavallo del nero | c8 torre del bianco · f8 alfiere del bianco · b7 cavallo del nero · c7 pedone del nero · a6 re del bianco · c6 alfiere del bianco · d6 donna del nero · h6 pedone del nero · c5 re del nero · c4 cavallo del bianco · d4 pedone del nero · e4 torre del bianco · f4 cavallo del bianco · a3 pedone del bianco · d3 pedone del nero · g3 donna del bianco · h3 alfiere del nero · a2 pedone del nero · d2 pedone del bianco · c1 cavallo del nero | c8 torre del bianco · f8 alfiere del bianco · b7 cavallo del nero · c7 pedone del nero · a6 re del bianco · c6 alfiere del bianco · d6 donna del nero · h6 pedone del nero · c5 re del nero · c4 cavallo del bianco · d4 pedone del nero · e4 torre del bianco · f4 cavallo del bianco · a3 pedone del bianco · d3 pedone del nero · g3 donna del bianco · h3 alfiere del nero · a2 pedone del nero · d2 pedone del bianco · c1 cavallo del nero | c8 torre del bianco · f8 alfiere del bianco · b7 cavallo del nero · c7 pedone del nero · a6 re del bianco · c6 alfiere del bianco · d6 donna del nero · h6 pedone del nero · c5 re del nero · c4 cavallo del bianco · d4 pedone del nero · e4 torre del bianco · f4 cavallo del bianco · a3 pedone del bianco · d3 pedone del nero · g3 donna del bianco · h3 alfiere del nero · a2 pedone del nero · d2 pedone del bianco · c1 cavallo del nero | c8 torre del bianco · f8 alfiere del bianco · b7 cavallo del nero · c7 pedone del nero · a6 re del bianco · c6 alfiere del bianco · d6 donna del nero · h6 pedone del nero · c5 re del nero · c4 cavallo del bianco · d4 pedone del nero · e4 torre del bianco · f4 cavallo del bianco · a3 pedone del bianco · d3 pedone del nero · g3 donna del bianco · h3 alfiere del nero · a2 pedone del nero · d2 pedone del bianco · c1 cavallo del nero | 2 |
| 1 | c8 torre del bianco · f8 alfiere del bianco · b7 cavallo del nero · c7 pedone del nero · a6 re del bianco · c6 alfiere del bianco · d6 donna del nero · h6 pedone del nero · c5 re del nero · c4 cavallo del bianco · d4 pedone del nero · e4 torre del bianco · f4 cavallo del bianco · a3 pedone del bianco · d3 pedone del nero · g3 donna del bianco · h3 alfiere del nero · a2 pedone del nero · d2 pedone del bianco · c1 cavallo del nero | c8 torre del bianco · f8 alfiere del bianco · b7 cavallo del nero · c7 pedone del nero · a6 re del bianco · c6 alfiere del bianco · d6 donna del nero · h6 pedone del nero · c5 re del nero · c4 cavallo del bianco · d4 pedone del nero · e4 torre del bianco · f4 cavallo del bianco · a3 pedone del bianco · d3 pedone del nero · g3 donna del bianco · h3 alfiere del nero · a2 pedone del nero · d2 pedone del bianco · c1 cavallo del nero | c8 torre del bianco · f8 alfiere del bianco · b7 cavallo del nero · c7 pedone del nero · a6 re del bianco · c6 alfiere del bianco · d6 donna del nero · h6 pedone del nero · c5 re del nero · c4 cavallo del bianco · d4 pedone del nero · e4 torre del bianco · f4 cavallo del bianco · a3 pedone del bianco · d3 pedone del nero · g3 donna del bianco · h3 alfiere del nero · a2 pedone del nero · d2 pedone del bianco · c1 cavallo del nero | c8 torre del bianco · f8 alfiere del bianco · b7 cavallo del nero · c7 pedone del nero · a6 re del bianco · c6 alfiere del bianco · d6 donna del nero · h6 pedone del nero · c5 re del nero · c4 cavallo del bianco · d4 pedone del nero · e4 torre del bianco · f4 cavallo del bianco · a3 pedone del bianco · d3 pedone del nero · g3 donna del bianco · h3 alfiere del nero · a2 pedone del nero · d2 pedone del bianco · c1 cavallo del nero | c8 torre del bianco · f8 alfiere del bianco · b7 cavallo del nero · c7 pedone del nero · a6 re del bianco · c6 alfiere del bianco · d6 donna del nero · h6 pedone del nero · c5 re del nero · c4 cavallo del bianco · d4 pedone del nero · e4 torre del bianco · f4 cavallo del bianco · a3 pedone del bianco · d3 pedone del nero · g3 donna del bianco · h3 alfiere del nero · a2 pedone del nero · d2 pedone del bianco · c1 cavallo del nero | c8 torre del bianco · f8 alfiere del bianco · b7 cavallo del nero · c7 pedone del nero · a6 re del bianco · c6 alfiere del bianco · d6 donna del nero · h6 pedone del nero · c5 re del nero · c4 cavallo del bianco · d4 pedone del nero · e4 torre del bianco · f4 cavallo del bianco · a3 pedone del bianco · d3 pedone del nero · g3 donna del bianco · h3 alfiere del nero · a2 pedone del nero · d2 pedone del bianco · c1 cavallo del nero | c8 torre del bianco · f8 alfiere del bianco · b7 cavallo del nero · c7 pedone del nero · a6 re del bianco · c6 alfiere del bianco · d6 donna del nero · h6 pedone del nero · c5 re del nero · c4 cavallo del bianco · d4 pedone del nero · e4 torre del bianco · f4 cavallo del bianco · a3 pedone del bianco · d3 pedone del nero · g3 donna del bianco · h3 alfiere del nero · a2 pedone del nero · d2 pedone del bianco · c1 cavallo del nero | c8 torre del bianco · f8 alfiere del bianco · b7 cavallo del nero · c7 pedone del nero · a6 re del bianco · c6 alfiere del bianco · d6 donna del nero · h6 pedone del nero · c5 re del nero · c4 cavallo del bianco · d4 pedone del nero · e4 torre del bianco · f4 cavallo del bianco · a3 pedone del bianco · d3 pedone del nero · g3 donna del bianco · h3 alfiere del nero · a2 pedone del nero · d2 pedone del bianco · c1 cavallo del nero | 1 |
|   | a | b | c | d | e | f | g | h |   |

Soluzione:
1. Dg7!  (min. 2. De5+ Rxc6 3. Db5#)
1... Rxc6 2. Dxc7+ Dxd7 3. Ce5#

1... Rxc4 2. Dxd4+ Dxd4 3. Ad5#

(2... Rb3 3. Dc3#)
|   | a | b | c | d | e | f | g | h |   |
| 8 | b8 donna del bianco · e8 alfiere del bianco · f8 cavallo del nero · e7 alfiere del nero · c5 pedone del nero · d5 pedone del nero · g5 pedone del nero · d4 re del nero · e4 cavallo del bianco · f4 cavallo del bianco · g4 torre del bianco · b3 pedone del bianco · f3 pedone del nero · c1 re del bianco · e1 torre del bianco | b8 donna del bianco · e8 alfiere del bianco · f8 cavallo del nero · e7 alfiere del nero · c5 pedone del nero · d5 pedone del nero · g5 pedone del nero · d4 re del nero · e4 cavallo del bianco · f4 cavallo del bianco · g4 torre del bianco · b3 pedone del bianco · f3 pedone del nero · c1 re del bianco · e1 torre del bianco | b8 donna del bianco · e8 alfiere del bianco · f8 cavallo del nero · e7 alfiere del nero · c5 pedone del nero · d5 pedone del nero · g5 pedone del nero · d4 re del nero · e4 cavallo del bianco · f4 cavallo del bianco · g4 torre del bianco · b3 pedone del bianco · f3 pedone del nero · c1 re del bianco · e1 torre del bianco | b8 donna del bianco · e8 alfiere del bianco · f8 cavallo del nero · e7 alfiere del nero · c5 pedone del nero · d5 pedone del nero · g5 pedone del nero · d4 re del nero · e4 cavallo del bianco · f4 cavallo del bianco · g4 torre del bianco · b3 pedone del bianco · f3 pedone del nero · c1 re del bianco · e1 torre del bianco | b8 donna del bianco · e8 alfiere del bianco · f8 cavallo del nero · e7 alfiere del nero · c5 pedone del nero · d5 pedone del nero · g5 pedone del nero · d4 re del nero · e4 cavallo del bianco · f4 cavallo del bianco · g4 torre del bianco · b3 pedone del bianco · f3 pedone del nero · c1 re del bianco · e1 torre del bianco | b8 donna del bianco · e8 alfiere del bianco · f8 cavallo del nero · e7 alfiere del nero · c5 pedone del nero · d5 pedone del nero · g5 pedone del nero · d4 re del nero · e4 cavallo del bianco · f4 cavallo del bianco · g4 torre del bianco · b3 pedone del bianco · f3 pedone del nero · c1 re del bianco · e1 torre del bianco | b8 donna del bianco · e8 alfiere del bianco · f8 cavallo del nero · e7 alfiere del nero · c5 pedone del nero · d5 pedone del nero · g5 pedone del nero · d4 re del nero · e4 cavallo del bianco · f4 cavallo del bianco · g4 torre del bianco · b3 pedone del bianco · f3 pedone del nero · c1 re del bianco · e1 torre del bianco | b8 donna del bianco · e8 alfiere del bianco · f8 cavallo del nero · e7 alfiere del nero · c5 pedone del nero · d5 pedone del nero · g5 pedone del nero · d4 re del nero · e4 cavallo del bianco · f4 cavallo del bianco · g4 torre del bianco · b3 pedone del bianco · f3 pedone del nero · c1 re del bianco · e1 torre del bianco | 8 |
| 7 | b8 donna del bianco · e8 alfiere del bianco · f8 cavallo del nero · e7 alfiere del nero · c5 pedone del nero · d5 pedone del nero · g5 pedone del nero · d4 re del nero · e4 cavallo del bianco · f4 cavallo del bianco · g4 torre del bianco · b3 pedone del bianco · f3 pedone del nero · c1 re del bianco · e1 torre del bianco | b8 donna del bianco · e8 alfiere del bianco · f8 cavallo del nero · e7 alfiere del nero · c5 pedone del nero · d5 pedone del nero · g5 pedone del nero · d4 re del nero · e4 cavallo del bianco · f4 cavallo del bianco · g4 torre del bianco · b3 pedone del bianco · f3 pedone del nero · c1 re del bianco · e1 torre del bianco | b8 donna del bianco · e8 alfiere del bianco · f8 cavallo del nero · e7 alfiere del nero · c5 pedone del nero · d5 pedone del nero · g5 pedone del nero · d4 re del nero · e4 cavallo del bianco · f4 cavallo del bianco · g4 torre del bianco · b3 pedone del bianco · f3 pedone del nero · c1 re del bianco · e1 torre del bianco | b8 donna del bianco · e8 alfiere del bianco · f8 cavallo del nero · e7 alfiere del nero · c5 pedone del nero · d5 pedone del nero · g5 pedone del nero · d4 re del nero · e4 cavallo del bianco · f4 cavallo del bianco · g4 torre del bianco · b3 pedone del bianco · f3 pedone del nero · c1 re del bianco · e1 torre del bianco | b8 donna del bianco · e8 alfiere del bianco · f8 cavallo del nero · e7 alfiere del nero · c5 pedone del nero · d5 pedone del nero · g5 pedone del nero · d4 re del nero · e4 cavallo del bianco · f4 cavallo del bianco · g4 torre del bianco · b3 pedone del bianco · f3 pedone del nero · c1 re del bianco · e1 torre del bianco | b8 donna del bianco · e8 alfiere del bianco · f8 cavallo del nero · e7 alfiere del nero · c5 pedone del nero · d5 pedone del nero · g5 pedone del nero · d4 re del nero · e4 cavallo del bianco · f4 cavallo del bianco · g4 torre del bianco · b3 pedone del bianco · f3 pedone del nero · c1 re del bianco · e1 torre del bianco | b8 donna del bianco · e8 alfiere del bianco · f8 cavallo del nero · e7 alfiere del nero · c5 pedone del nero · d5 pedone del nero · g5 pedone del nero · d4 re del nero · e4 cavallo del bianco · f4 cavallo del bianco · g4 torre del bianco · b3 pedone del bianco · f3 pedone del nero · c1 re del bianco · e1 torre del bianco | b8 donna del bianco · e8 alfiere del bianco · f8 cavallo del nero · e7 alfiere del nero · c5 pedone del nero · d5 pedone del nero · g5 pedone del nero · d4 re del nero · e4 cavallo del bianco · f4 cavallo del bianco · g4 torre del bianco · b3 pedone del bianco · f3 pedone del nero · c1 re del bianco · e1 torre del bianco | 7 |
| 6 | b8 donna del bianco · e8 alfiere del bianco · f8 cavallo del nero · e7 alfiere del nero · c5 pedone del nero · d5 pedone del nero · g5 pedone del nero · d4 re del nero · e4 cavallo del bianco · f4 cavallo del bianco · g4 torre del bianco · b3 pedone del bianco · f3 pedone del nero · c1 re del bianco · e1 torre del bianco | b8 donna del bianco · e8 alfiere del bianco · f8 cavallo del nero · e7 alfiere del nero · c5 pedone del nero · d5 pedone del nero · g5 pedone del nero · d4 re del nero · e4 cavallo del bianco · f4 cavallo del bianco · g4 torre del bianco · b3 pedone del bianco · f3 pedone del nero · c1 re del bianco · e1 torre del bianco | b8 donna del bianco · e8 alfiere del bianco · f8 cavallo del nero · e7 alfiere del nero · c5 pedone del nero · d5 pedone del nero · g5 pedone del nero · d4 re del nero · e4 cavallo del bianco · f4 cavallo del bianco · g4 torre del bianco · b3 pedone del bianco · f3 pedone del nero · c1 re del bianco · e1 torre del bianco | b8 donna del bianco · e8 alfiere del bianco · f8 cavallo del nero · e7 alfiere del nero · c5 pedone del nero · d5 pedone del nero · g5 pedone del nero · d4 re del nero · e4 cavallo del bianco · f4 cavallo del bianco · g4 torre del bianco · b3 pedone del bianco · f3 pedone del nero · c1 re del bianco · e1 torre del bianco | b8 donna del bianco · e8 alfiere del bianco · f8 cavallo del nero · e7 alfiere del nero · c5 pedone del nero · d5 pedone del nero · g5 pedone del nero · d4 re del nero · e4 cavallo del bianco · f4 cavallo del bianco · g4 torre del bianco · b3 pedone del bianco · f3 pedone del nero · c1 re del bianco · e1 torre del bianco | b8 donna del bianco · e8 alfiere del bianco · f8 cavallo del nero · e7 alfiere del nero · c5 pedone del nero · d5 pedone del nero · g5 pedone del nero · d4 re del nero · e4 cavallo del bianco · f4 cavallo del bianco · g4 torre del bianco · b3 pedone del bianco · f3 pedone del nero · c1 re del bianco · e1 torre del bianco | b8 donna del bianco · e8 alfiere del bianco · f8 cavallo del nero · e7 alfiere del nero · c5 pedone del nero · d5 pedone del nero · g5 pedone del nero · d4 re del nero · e4 cavallo del bianco · f4 cavallo del bianco · g4 torre del bianco · b3 pedone del bianco · f3 pedone del nero · c1 re del bianco · e1 torre del bianco | b8 donna del bianco · e8 alfiere del bianco · f8 cavallo del nero · e7 alfiere del nero · c5 pedone del nero · d5 pedone del nero · g5 pedone del nero · d4 re del nero · e4 cavallo del bianco · f4 cavallo del bianco · g4 torre del bianco · b3 pedone del bianco · f3 pedone del nero · c1 re del bianco · e1 torre del bianco | 6 |
| 5 | b8 donna del bianco · e8 alfiere del bianco · f8 cavallo del nero · e7 alfiere del nero · c5 pedone del nero · d5 pedone del nero · g5 pedone del nero · d4 re del nero · e4 cavallo del bianco · f4 cavallo del bianco · g4 torre del bianco · b3 pedone del bianco · f3 pedone del nero · c1 re del bianco · e1 torre del bianco | b8 donna del bianco · e8 alfiere del bianco · f8 cavallo del nero · e7 alfiere del nero · c5 pedone del nero · d5 pedone del nero · g5 pedone del nero · d4 re del nero · e4 cavallo del bianco · f4 cavallo del bianco · g4 torre del bianco · b3 pedone del bianco · f3 pedone del nero · c1 re del bianco · e1 torre del bianco | b8 donna del bianco · e8 alfiere del bianco · f8 cavallo del nero · e7 alfiere del nero · c5 pedone del nero · d5 pedone del nero · g5 pedone del nero · d4 re del nero · e4 cavallo del bianco · f4 cavallo del bianco · g4 torre del bianco · b3 pedone del bianco · f3 pedone del nero · c1 re del bianco · e1 torre del bianco | b8 donna del bianco · e8 alfiere del bianco · f8 cavallo del nero · e7 alfiere del nero · c5 pedone del nero · d5 pedone del nero · g5 pedone del nero · d4 re del nero · e4 cavallo del bianco · f4 cavallo del bianco · g4 torre del bianco · b3 pedone del bianco · f3 pedone del nero · c1 re del bianco · e1 torre del bianco | b8 donna del bianco · e8 alfiere del bianco · f8 cavallo del nero · e7 alfiere del nero · c5 pedone del nero · d5 pedone del nero · g5 pedone del nero · d4 re del nero · e4 cavallo del bianco · f4 cavallo del bianco · g4 torre del bianco · b3 pedone del bianco · f3 pedone del nero · c1 re del bianco · e1 torre del bianco | b8 donna del bianco · e8 alfiere del bianco · f8 cavallo del nero · e7 alfiere del nero · c5 pedone del nero · d5 pedone del nero · g5 pedone del nero · d4 re del nero · e4 cavallo del bianco · f4 cavallo del bianco · g4 torre del bianco · b3 pedone del bianco · f3 pedone del nero · c1 re del bianco · e1 torre del bianco | b8 donna del bianco · e8 alfiere del bianco · f8 cavallo del nero · e7 alfiere del nero · c5 pedone del nero · d5 pedone del nero · g5 pedone del nero · d4 re del nero · e4 cavallo del bianco · f4 cavallo del bianco · g4 torre del bianco · b3 pedone del bianco · f3 pedone del nero · c1 re del bianco · e1 torre del bianco | b8 donna del bianco · e8 alfiere del bianco · f8 cavallo del nero · e7 alfiere del nero · c5 pedone del nero · d5 pedone del nero · g5 pedone del nero · d4 re del nero · e4 cavallo del bianco · f4 cavallo del bianco · g4 torre del bianco · b3 pedone del bianco · f3 pedone del nero · c1 re del bianco · e1 torre del bianco | 5 |
| 4 | b8 donna del bianco · e8 alfiere del bianco · f8 cavallo del nero · e7 alfiere del nero · c5 pedone del nero · d5 pedone del nero · g5 pedone del nero · d4 re del nero · e4 cavallo del bianco · f4 cavallo del bianco · g4 torre del bianco · b3 pedone del bianco · f3 pedone del nero · c1 re del bianco · e1 torre del bianco | b8 donna del bianco · e8 alfiere del bianco · f8 cavallo del nero · e7 alfiere del nero · c5 pedone del nero · d5 pedone del nero · g5 pedone del nero · d4 re del nero · e4 cavallo del bianco · f4 cavallo del bianco · g4 torre del bianco · b3 pedone del bianco · f3 pedone del nero · c1 re del bianco · e1 torre del bianco | b8 donna del bianco · e8 alfiere del bianco · f8 cavallo del nero · e7 alfiere del nero · c5 pedone del nero · d5 pedone del nero · g5 pedone del nero · d4 re del nero · e4 cavallo del bianco · f4 cavallo del bianco · g4 torre del bianco · b3 pedone del bianco · f3 pedone del nero · c1 re del bianco · e1 torre del bianco | b8 donna del bianco · e8 alfiere del bianco · f8 cavallo del nero · e7 alfiere del nero · c5 pedone del nero · d5 pedone del nero · g5 pedone del nero · d4 re del nero · e4 cavallo del bianco · f4 cavallo del bianco · g4 torre del bianco · b3 pedone del bianco · f3 pedone del nero · c1 re del bianco · e1 torre del bianco | b8 donna del bianco · e8 alfiere del bianco · f8 cavallo del nero · e7 alfiere del nero · c5 pedone del nero · d5 pedone del nero · g5 pedone del nero · d4 re del nero · e4 cavallo del bianco · f4 cavallo del bianco · g4 torre del bianco · b3 pedone del bianco · f3 pedone del nero · c1 re del bianco · e1 torre del bianco | b8 donna del bianco · e8 alfiere del bianco · f8 cavallo del nero · e7 alfiere del nero · c5 pedone del nero · d5 pedone del nero · g5 pedone del nero · d4 re del nero · e4 cavallo del bianco · f4 cavallo del bianco · g4 torre del bianco · b3 pedone del bianco · f3 pedone del nero · c1 re del bianco · e1 torre del bianco | b8 donna del bianco · e8 alfiere del bianco · f8 cavallo del nero · e7 alfiere del nero · c5 pedone del nero · d5 pedone del nero · g5 pedone del nero · d4 re del nero · e4 cavallo del bianco · f4 cavallo del bianco · g4 torre del bianco · b3 pedone del bianco · f3 pedone del nero · c1 re del bianco · e1 torre del bianco | b8 donna del bianco · e8 alfiere del bianco · f8 cavallo del nero · e7 alfiere del nero · c5 pedone del nero · d5 pedone del nero · g5 pedone del nero · d4 re del nero · e4 cavallo del bianco · f4 cavallo del bianco · g4 torre del bianco · b3 pedone del bianco · f3 pedone del nero · c1 re del bianco · e1 torre del bianco | 4 |
| 3 | b8 donna del bianco · e8 alfiere del bianco · f8 cavallo del nero · e7 alfiere del nero · c5 pedone del nero · d5 pedone del nero · g5 pedone del nero · d4 re del nero · e4 cavallo del bianco · f4 cavallo del bianco · g4 torre del bianco · b3 pedone del bianco · f3 pedone del nero · c1 re del bianco · e1 torre del bianco | b8 donna del bianco · e8 alfiere del bianco · f8 cavallo del nero · e7 alfiere del nero · c5 pedone del nero · d5 pedone del nero · g5 pedone del nero · d4 re del nero · e4 cavallo del bianco · f4 cavallo del bianco · g4 torre del bianco · b3 pedone del bianco · f3 pedone del nero · c1 re del bianco · e1 torre del bianco | b8 donna del bianco · e8 alfiere del bianco · f8 cavallo del nero · e7 alfiere del nero · c5 pedone del nero · d5 pedone del nero · g5 pedone del nero · d4 re del nero · e4 cavallo del bianco · f4 cavallo del bianco · g4 torre del bianco · b3 pedone del bianco · f3 pedone del nero · c1 re del bianco · e1 torre del bianco | b8 donna del bianco · e8 alfiere del bianco · f8 cavallo del nero · e7 alfiere del nero · c5 pedone del nero · d5 pedone del nero · g5 pedone del nero · d4 re del nero · e4 cavallo del bianco · f4 cavallo del bianco · g4 torre del bianco · b3 pedone del bianco · f3 pedone del nero · c1 re del bianco · e1 torre del bianco | b8 donna del bianco · e8 alfiere del bianco · f8 cavallo del nero · e7 alfiere del nero · c5 pedone del nero · d5 pedone del nero · g5 pedone del nero · d4 re del nero · e4 cavallo del bianco · f4 cavallo del bianco · g4 torre del bianco · b3 pedone del bianco · f3 pedone del nero · c1 re del bianco · e1 torre del bianco | b8 donna del bianco · e8 alfiere del bianco · f8 cavallo del nero · e7 alfiere del nero · c5 pedone del nero · d5 pedone del nero · g5 pedone del nero · d4 re del nero · e4 cavallo del bianco · f4 cavallo del bianco · g4 torre del bianco · b3 pedone del bianco · f3 pedone del nero · c1 re del bianco · e1 torre del bianco | b8 donna del bianco · e8 alfiere del bianco · f8 cavallo del nero · e7 alfiere del nero · c5 pedone del nero · d5 pedone del nero · g5 pedone del nero · d4 re del nero · e4 cavallo del bianco · f4 cavallo del bianco · g4 torre del bianco · b3 pedone del bianco · f3 pedone del nero · c1 re del bianco · e1 torre del bianco | b8 donna del bianco · e8 alfiere del bianco · f8 cavallo del nero · e7 alfiere del nero · c5 pedone del nero · d5 pedone del nero · g5 pedone del nero · d4 re del nero · e4 cavallo del bianco · f4 cavallo del bianco · g4 torre del bianco · b3 pedone del bianco · f3 pedone del nero · c1 re del bianco · e1 torre del bianco | 3 |
| 2 | b8 donna del bianco · e8 alfiere del bianco · f8 cavallo del nero · e7 alfiere del nero · c5 pedone del nero · d5 pedone del nero · g5 pedone del nero · d4 re del nero · e4 cavallo del bianco · f4 cavallo del bianco · g4 torre del bianco · b3 pedone del bianco · f3 pedone del nero · c1 re del bianco · e1 torre del bianco | b8 donna del bianco · e8 alfiere del bianco · f8 cavallo del nero · e7 alfiere del nero · c5 pedone del nero · d5 pedone del nero · g5 pedone del nero · d4 re del nero · e4 cavallo del bianco · f4 cavallo del bianco · g4 torre del bianco · b3 pedone del bianco · f3 pedone del nero · c1 re del bianco · e1 torre del bianco | b8 donna del bianco · e8 alfiere del bianco · f8 cavallo del nero · e7 alfiere del nero · c5 pedone del nero · d5 pedone del nero · g5 pedone del nero · d4 re del nero · e4 cavallo del bianco · f4 cavallo del bianco · g4 torre del bianco · b3 pedone del bianco · f3 pedone del nero · c1 re del bianco · e1 torre del bianco | b8 donna del bianco · e8 alfiere del bianco · f8 cavallo del nero · e7 alfiere del nero · c5 pedone del nero · d5 pedone del nero · g5 pedone del nero · d4 re del nero · e4 cavallo del bianco · f4 cavallo del bianco · g4 torre del bianco · b3 pedone del bianco · f3 pedone del nero · c1 re del bianco · e1 torre del bianco | b8 donna del bianco · e8 alfiere del bianco · f8 cavallo del nero · e7 alfiere del nero · c5 pedone del nero · d5 pedone del nero · g5 pedone del nero · d4 re del nero · e4 cavallo del bianco · f4 cavallo del bianco · g4 torre del bianco · b3 pedone del bianco · f3 pedone del nero · c1 re del bianco · e1 torre del bianco | b8 donna del bianco · e8 alfiere del bianco · f8 cavallo del nero · e7 alfiere del nero · c5 pedone del nero · d5 pedone del nero · g5 pedone del nero · d4 re del nero · e4 cavallo del bianco · f4 cavallo del bianco · g4 torre del bianco · b3 pedone del bianco · f3 pedone del nero · c1 re del bianco · e1 torre del bianco | b8 donna del bianco · e8 alfiere del bianco · f8 cavallo del nero · e7 alfiere del nero · c5 pedone del nero · d5 pedone del nero · g5 pedone del nero · d4 re del nero · e4 cavallo del bianco · f4 cavallo del bianco · g4 torre del bianco · b3 pedone del bianco · f3 pedone del nero · c1 re del bianco · e1 torre del bianco | b8 donna del bianco · e8 alfiere del bianco · f8 cavallo del nero · e7 alfiere del nero · c5 pedone del nero · d5 pedone del nero · g5 pedone del nero · d4 re del nero · e4 cavallo del bianco · f4 cavallo del bianco · g4 torre del bianco · b3 pedone del bianco · f3 pedone del nero · c1 re del bianco · e1 torre del bianco | 2 |
| 1 | b8 donna del bianco · e8 alfiere del bianco · f8 cavallo del nero · e7 alfiere del nero · c5 pedone del nero · d5 pedone del nero · g5 pedone del nero · d4 re del nero · e4 cavallo del bianco · f4 cavallo del bianco · g4 torre del bianco · b3 pedone del bianco · f3 pedone del nero · c1 re del bianco · e1 torre del bianco | b8 donna del bianco · e8 alfiere del bianco · f8 cavallo del nero · e7 alfiere del nero · c5 pedone del nero · d5 pedone del nero · g5 pedone del nero · d4 re del nero · e4 cavallo del bianco · f4 cavallo del bianco · g4 torre del bianco · b3 pedone del bianco · f3 pedone del nero · c1 re del bianco · e1 torre del bianco | b8 donna del bianco · e8 alfiere del bianco · f8 cavallo del nero · e7 alfiere del nero · c5 pedone del nero · d5 pedone del nero · g5 pedone del nero · d4 re del nero · e4 cavallo del bianco · f4 cavallo del bianco · g4 torre del bianco · b3 pedone del bianco · f3 pedone del nero · c1 re del bianco · e1 torre del bianco | b8 donna del bianco · e8 alfiere del bianco · f8 cavallo del nero · e7 alfiere del nero · c5 pedone del nero · d5 pedone del nero · g5 pedone del nero · d4 re del nero · e4 cavallo del bianco · f4 cavallo del bianco · g4 torre del bianco · b3 pedone del bianco · f3 pedone del nero · c1 re del bianco · e1 torre del bianco | b8 donna del bianco · e8 alfiere del bianco · f8 cavallo del nero · e7 alfiere del nero · c5 pedone del nero · d5 pedone del nero · g5 pedone del nero · d4 re del nero · e4 cavallo del bianco · f4 cavallo del bianco · g4 torre del bianco · b3 pedone del bianco · f3 pedone del nero · c1 re del bianco · e1 torre del bianco | b8 donna del bianco · e8 alfiere del bianco · f8 cavallo del nero · e7 alfiere del nero · c5 pedone del nero · d5 pedone del nero · g5 pedone del nero · d4 re del nero · e4 cavallo del bianco · f4 cavallo del bianco · g4 torre del bianco · b3 pedone del bianco · f3 pedone del nero · c1 re del bianco · e1 torre del bianco | b8 donna del bianco · e8 alfiere del bianco · f8 cavallo del nero · e7 alfiere del nero · c5 pedone del nero · d5 pedone del nero · g5 pedone del nero · d4 re del nero · e4 cavallo del bianco · f4 cavallo del bianco · g4 torre del bianco · b3 pedone del bianco · f3 pedone del nero · c1 re del bianco · e1 torre del bianco | b8 donna del bianco · e8 alfiere del bianco · f8 cavallo del nero · e7 alfiere del nero · c5 pedone del nero · d5 pedone del nero · g5 pedone del nero · d4 re del nero · e4 cavallo del bianco · f4 cavallo del bianco · g4 torre del bianco · b3 pedone del bianco · f3 pedone del nero · c1 re del bianco · e1 torre del bianco | 1 |
|   | a | b | c | d | e | f | g | h |   |

Soluzione:
Tentativi: 1. Cxd5? ...Ad6! - 1. Txg5? ...Axg5! - 1. Da8? ...gxf4!
Chiave: 1. Cxc5! (2. Db4#)

1... Rc3 2. Cxd5#

1... Rxc5 2. Cd3#